# Позевалкин, Николай Михайлович
Николай Михайлович Позевалкин (1905—1945) — старший сержант Рабоче-крестьянской Красной Армии, участник Великой Отечественной войны, Герой Советского Союза (1945).

## Биография
Николай Позевалкин родился в 1905 году в казачьем селе Оренбургское, Бикинского станичного округа Уссурийского казачьего войска ( Хабаровском крае) в казачьей семье. Посёлок был основан несколькими казачьими семьями родственников, прибывших в эти края с очередной волной переселения из центральной области Российской империи — области Оренбургского казачьего войска. Одна из фамилий основателей — братья Позевалкины. 
Окончил неполную среднюю школу. В 1942 году Николай Позевалкин был призван на службу в Рабоче-крестьянскую Красную Армию. С того же года — на фронтах Великой Отечественной войны.
К ноябрю 1944 года старший сержант Николай Позевалкин командовал миномётным расчётом 360-го стрелкового полка, 74-й стрелковой дивизии, 75-го стрелкового корпуса, 57-й армии, 3-го Украинского фронта. Отличился во время освобождения Югославии. 6 ноября 1944 года расчёт Позевалкина в числе первых переправился через Дунай в районе югославского города Апатин и принял активное участие в боях за захват и удержание плацдарма на его берегу. В разгар боя Позевалкин лично поднял своих товарищей в атаку, отбросив противника. 29 января 1945 года Позевалкин погиб в бою. Похоронен на месте боёв.
Указом Президиума Верховного Совета СССР от 24 марта 1945 года старший сержант Николай Позевалкин посмертно был удостоен высокого звания Героя Советского Союза. Также был награждён орденами Ленина и Красной Звезды.